# Wjatscheslaw Michailowitsch Andrejew

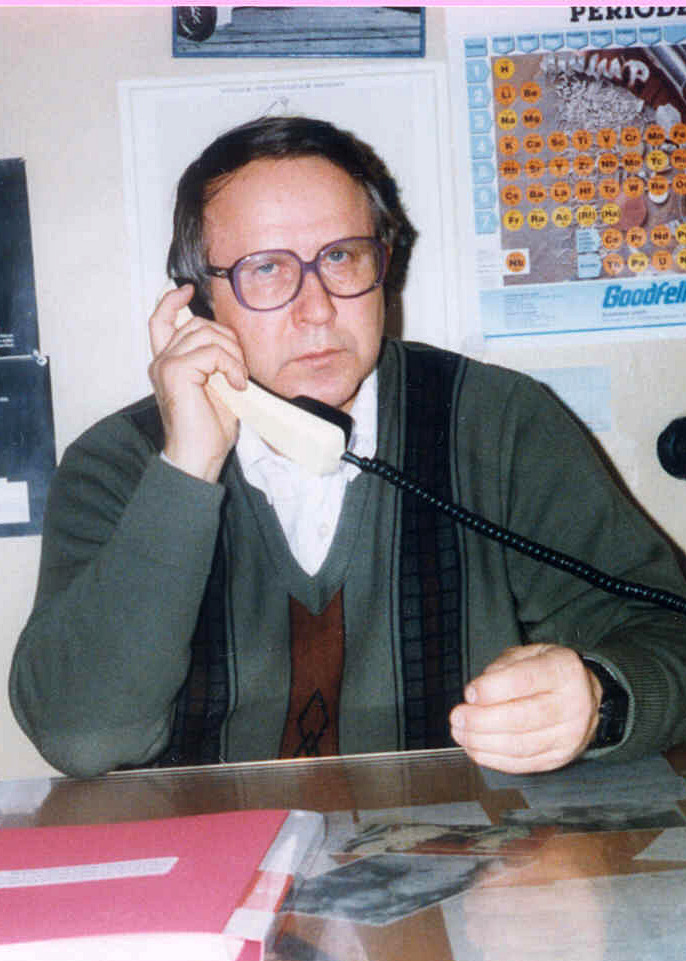
Wjatscheslaw Michailowitsch Andrejew, 2018

Wjatscheslaw Michailowitsch Andrejew (russisch Вячеслав Михайлович Андреев; * 18. September 1941 in Astrachan) ist ein sowjetischer und russischer Physiker und Hochschullehrer.

## Leben
Andrejew studierte, wurde Aspirant, Kandidat und schließlich Doktor der technischen Wissenschaften. Er wurde Mitarbeiter des Physikalisch-Technischen Instituts Joffe der Russischen Akademie der Wissenschaften (RAN) und 1981 Leiter des Laboratoriums für Photovoltaik.
Andrejews Arbeiten zur Technologie und Physik der Halbleiterbauelemente mit Heteroübergängen waren wegweisend für die Nutzung der erneuerbaren Energien. Er entwickelte hocheffiziente photoelektrische Solarstrahlungswandler für die Nutzung der Sonnenenergie am Boden und im Weltraum. Die weitere Entwicklung führte zu hocheffizienten Solarkraftwerken mit kostengünstigerer Stromerzeugung. 1986 fand seine Entwicklung Anwendung in der Mir-Raumstation. Er ist Autor von mehr als 425 wissenschaftlichen Veröffentlichungen. 2016 wurde er zum Korrespondierenden Mitglied der RAN gewählt. Er ist Vorsitzender der Sektion Photovoltaik des Wissenschaftlichen Rats der RAN für Probleme der direkten Energieumwandlung.
Neben seiner Forschungstätigkeit ist Andrejew Professor am Lehrstuhl für Optoelektronik der St. Petersburger Staatlichen Universität für Elektrotechnik. Unter seiner Leitung wurden 3 Doktor- und 31 Kandidat-Dissertationen verteidigt.

## Ehrungen, Preise
- Leninpreis (1972 zusammen mit anderen) für grundlegende Untersuchungen der Heteroübergänge in Halbleitern und ihre Anwendungen[5]
- Staatspreis der UdSSR Für Wissenschaft und Technik (1986 zusammen mit anderen) für die Entwicklung und Industrieeinführung spezieller optoelektronischer Bauelemente[5]
- Joffe-Preis (1996 zusammen mit Schores Iwanowitsch Alfjorow und Waleri Dmitrijewitsch Rumjanzew) für eine Reihe von Arbeiten für die photoelektrische Solarstrahlungsumwandlung auf der Basis von Heterostrukturen[5]
- Becquerel-Preis (2001)[5]
- A. S. Popow-Preis der Regierung St. Petersburgs (2007) für die Entwicklung photoelektrischer Wandler für konzentrierte Solarstrahlung[6]
- Verdienter Wissenschaftler der Russischen Föderation (2009)[7]
- Humboldt-Forschungspreis[5]
- Karl Böer Solar Energy Medal of Merit (2013 zusammen mit  Schores Iwanowitsch Alfjorow)[8]